# 9793 Торвальдс
9793 Торвальдс (9793 Torvalds) — астероїд головного поясу, відкритий 16 січня 1996 року.
Тіссеранів параметр щодо Юпітера — 3,604.
Названо на честь фінського програміста Лінуса Торвальдса, що започаткував розробку ядра операційної системи Лінукс і є її головним архітектором.